# Neovenator salerii
Neovenator salerii es la única especie conocida del género Neovenator ("nuevo cazador") de dinosaurio terópodo neovenatórido, que vivió a mediados del período Cretácico, hace aproximadamente 130 a 125 millones de años, entre el Barremiense y el Aptiense, en lo que hoy Europa.

## Descripción

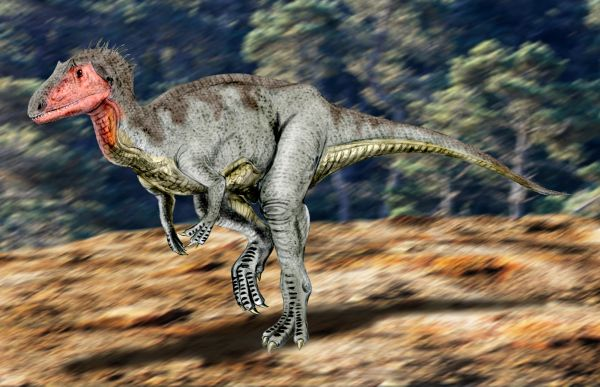
Recreación

Neovenator medía aproximadamente 7,6 metros de largo y era de construcción grácil, con un peso de 1.000 a 2.000 kilogramos. El espécimen MIWG 4199 indica un individuo con una longitud posible de aproximadamente 10 metros, pero solo consiste en una falange del dedo del pie y su posición en Neovenator es dudosa.
Las diversas descripciones científicas de Neovenator han indicado algunos rasgos distintivos. La fosa nasal es dos veces más larga que alta. El premaxilar en el hocico tiene cinco dientes. El maxilar está perforado por una gran fenestra maxilar, cuyo diámetro es igual a un sexto de la longitud de la fila de dientes. La corona del diente equivale a un cuarto de la longitud del diente, incluida la raíz. Las garras de los dedos tienen una ranura en la parte superior. Ambas premaxilares están conectadas por una conexión extra. La superficie articular frontal del intercentro del axis, la segunda vértebra del cuello, se ensancha transversalmente. El proceso odontoideo del eje tiene pequeñas aberturas a lo largo del borde lateral de la faceta frontal. El proceso neural del eje tiene una pequeña abertura en el costado. Las vértebras posteriores del cuello están fusionadas con las costillas del cuello. En las vértebras del cuello octavo y noveno, en la parapófisis, la faceta de la articulación de la costilla inferior, es visible la estructura interna del camellate del hueso. En las vértebras delanteras del cuello, las partes inferiores se forman como quillas afiladas que no se insertan desde los lados laterales. En las vértebras traseras delanteras, las hipófisis, las hinchazones inferiores de los bordes de las facetas frontales, se forman como montículos bajos. En las vértebras traseras posteriores, las facetas de los procesos articulares continúan lateralmente como bridas curvadas. La articulación del hombro es más ancha transversalmente que larga, medida de adelante hacia atrás.

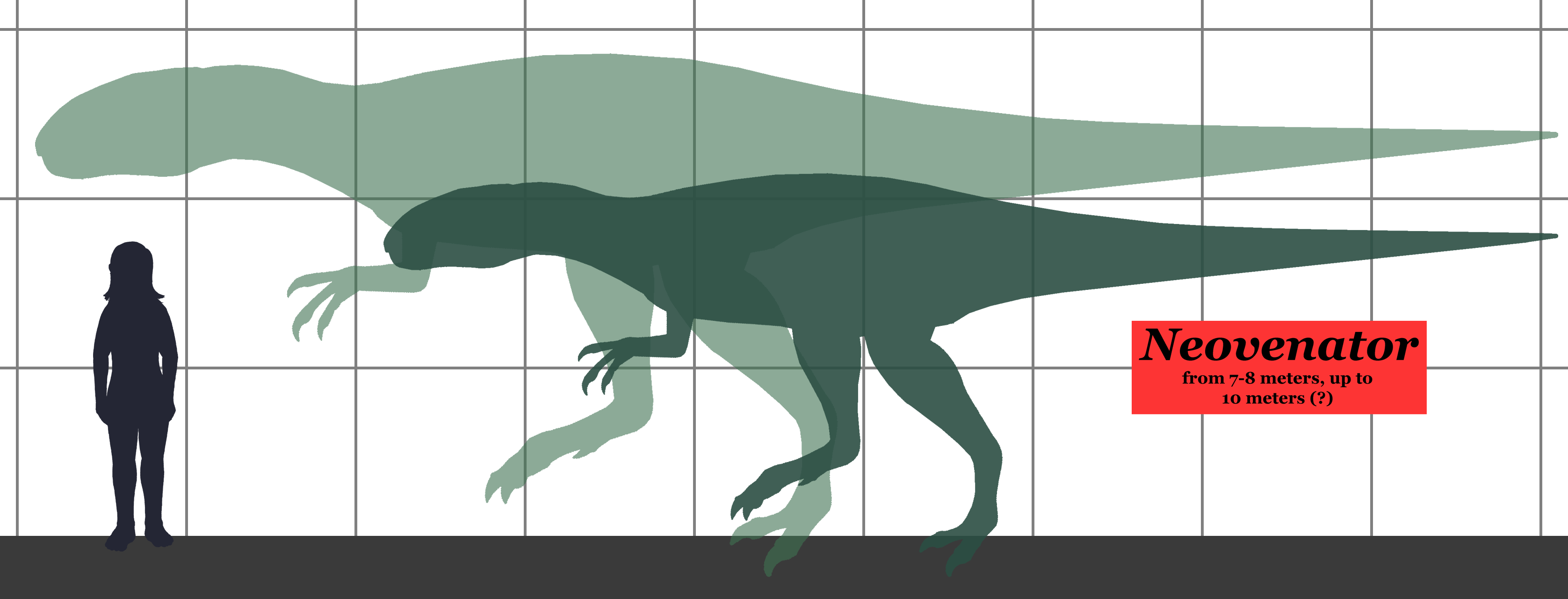
Tamaño estimado de los ejemplares conocidos de Neovenator

La muesca en la parte inferior de la lámina frontal del ilion tiene un estante en el lado interno. Los "pies" de los isquiones están conectados en sus frentes, pero divergen en sus traseros. La cabeza del fémur se dirige oblicuamente hacia adelante, hacia arriba y hacia adentro. En el fémur, el trocánter menor tiene una cresta robusta en su lado exterior. En el fémur el cuarto trocanter tiene una depresión en forma de huella digital ubicada en el exterior de su límite superior. La parte inferior frontal del fémur es casi plana y solo muestra una ranura vertical corta entre los cóndilos inferiores . La tibia inferior muestra un área rugosa ovalada en el lado interno. La parte superior del maléolo externo de la espinilla se pellizca de adelante hacia atrás. La protuberancia frontal exterior de la superficie superior de la tibia tiene un espolón que apunta hacia abajo. En el pie, el lado externo del segundo metatarsiano tiene una superficie hueca para contactar con el tercer metatarsiano.
Varios rasgos que alguna vez se consideraron únicos o apomórficos para Neovenator, la investigación posterior demostró haber sido compartida por otros terópodos. Las fosas nasales son grandes, pero no es raro. Tener vértebras traseras traseras neumáticas es normal para los carcarodontosáuridos. Las crestas nasales emparejadas elevadas se comparten con Allosaurus. Las dentículas que continúan sobre el ápice del diente se conocen hoy de otras especies.
En 2015, se informó que el frente del hocico de Neovenator contiene un sistema complejo de canales neurovasculares, que funcionan como órganos sensoriales. Este rasgo también se conoce por Spinosauridae y se explicó allí como una adaptación para buscar presas en el agua. Sin embargo, se dudaba si Neovenator usaba su sistema para el mismo propósito.

## Descubrimiento e investigación
Los primeros huesos de Neovenator fueron descubiertos en el verano de 1978, cuando una tormenta hizo parte del colapso de Grange Chine. Las rocas que contienen fósiles cayeron a la playa de la bahía Brighstone en la costa suroeste de la Isla de Wight. Las rocas consistían en un lecho de escombros de plantas dentro de las arcillas y margas abigarradas de la Formación Wessex que datan de la etapa Barremiense del Cretácico temprano, hace unos 125 millones de años. Primero fueron recogidos por la familia Henwood y poco después por el estudiante de geología David Richards. Richards envió los restos al Museo de Geología de la Isla de Wight y el Museo Británico de Historia Natural. En la última institución, el paleontólogo Alan Jack Charig determinó que los huesos pertenecían a dos tipos de animales, a Iguanodon y algunos terópodos.

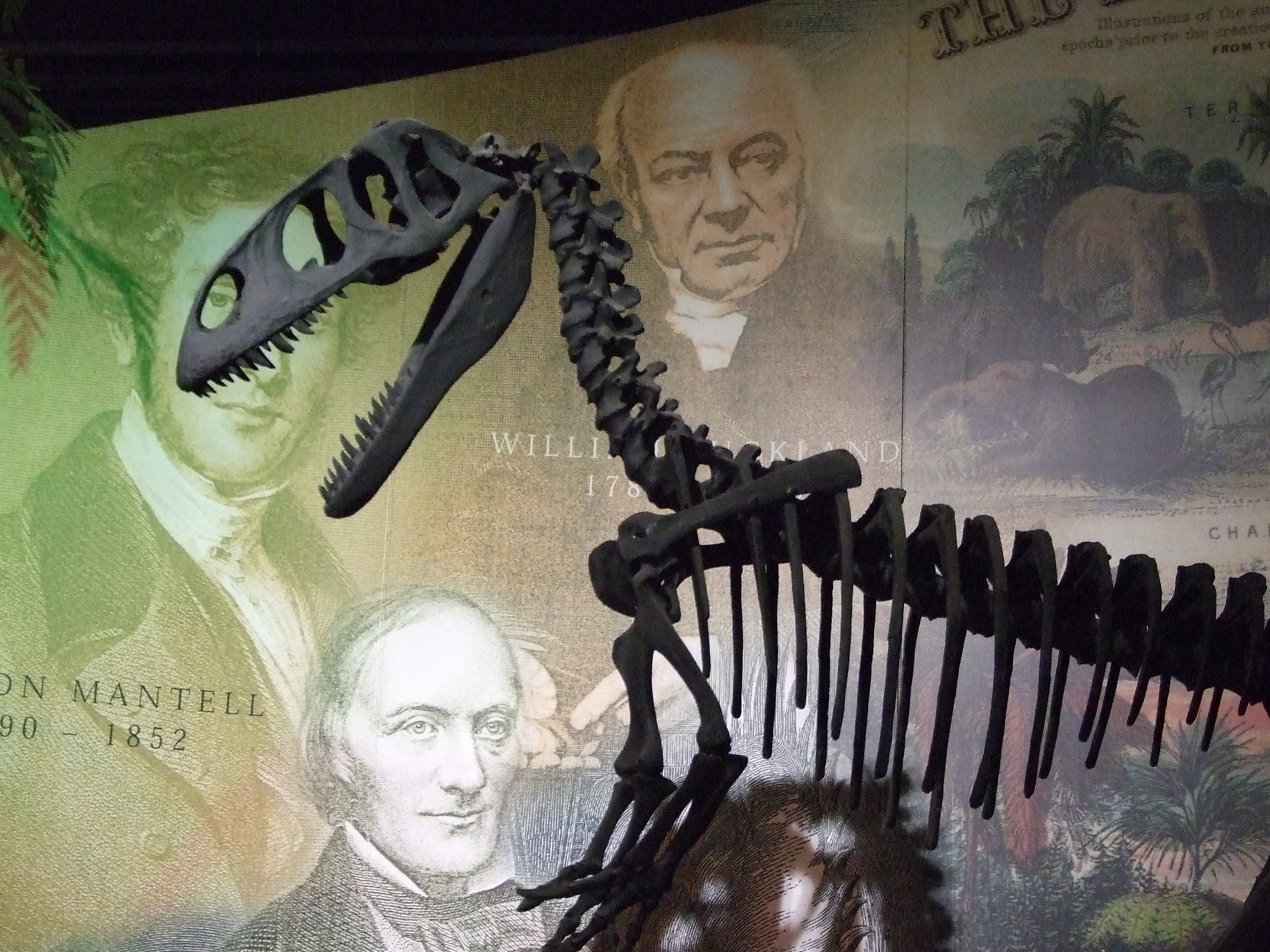
Esqueleto

El "Iguanodon", más tarde referido a Mantellisaurus, generó el mayor interés y a principios de la década de 1980, el Museo Británico envió un equipo para asegurar más huesos. En esa ocasión se descubrió una vértebra de cola adicional de terópodo. Varios paleontólogos aficionados, entre ellos Keith y Jenny Simmonds, comenzaron a buscar restos adicionales del depredador. En última instancia, el total de huesos asegurados incluyó el hocico, los dientes, la mandíbula inferior delantera, la mayor parte de la columna vertebral, las costillas, gastralias, los galones, la cintura escapular izquierda, los huesos de la pelvis y la extremidad posterior. Estos fueron accedidos con los números BMNH R10001 y MIWG 6348. Igualaban aproximadamente el 70% del esqueleto. En 1985, excavaciones realizadas por el Dr. Steve Huttdel del Museo de la Isla de Wirght reveló dos vértebras de un segundo individuo, el espécimen MIWG 5470. En 1987, Jenny Simmonds encontró un tercer esqueleto, que contiene vértebras y huesos pélvicos, muestra MIWG 6352. Un cuarto individuo está representado por el espécimen IWCMS 2002.186, que consiste en una mandíbula inferior, vértebras y elementos de extremidades. En 1990, el material, considerado una posible nueva especie de Megalosaurus, fue descrito provisionalmente por Hutt. Habiendo confundido el isquion de MIWG 6352 con un hueso púbico, Hutt sugirió que este espécimen representaba una especie separada.
En 1996, Steve Hutt, David Martill y Michael Barker nombraron y describieron la especie tipo Neovenator salerii. El nombre genérico Neovenator significa "nuevo cazador" del griego neo~, "nuevo" y latín venator, "cazador". El nombre específico N. salerii honra a los propietarios de terrenos del sitio, la familia Salero. En vista de la gran cantidad de individuos involucrados en el proceso de descubrimiento, se consideró inapropiado señalar a uno de ellos como descubridor. El holotipo es el esqueleto mencionado como BMNH R10001 y MIWG 6348. En 1999, Hutt dedicó su tesis de maestría inédita a Neovenator. En 2008, Stephen Louis Brusatte , Roger Benson y Hutt redescribieron la especie con gran detalle. En 2014, se encontraron dientes indistinguibles de los del holotipo de Neovenator en el lecho óseo lignítico Angeac, Francia, que data del Barremiense.

## Clasificación
En el momento en que fue descrito, por Steve Hutt, Martill y Barker en 1996, se lo consideraba el único alosáurido conocido en Europa. Sin embargo, estudios posteriores sugirieron que tenía más en común con el grupo avanzado de carcarodontosáuridos que de los alosáurido, y varios estudios que incluyeron un examen detallado de la especie por parte de Benson, Carrano y Brusatte en 2010 sugieren que está estrechamente relacionado con los carcarodontosáuridos, en un grupo llamado Carcharodontosauria, pero en realidad está más cerca de Megaraptora, junto con ellos formando la familia Neovenatoridae. Otros estudios han respaldado que Neovenator es un carcarodontosáurido y que los megaraptoranos son tiranosauroides.

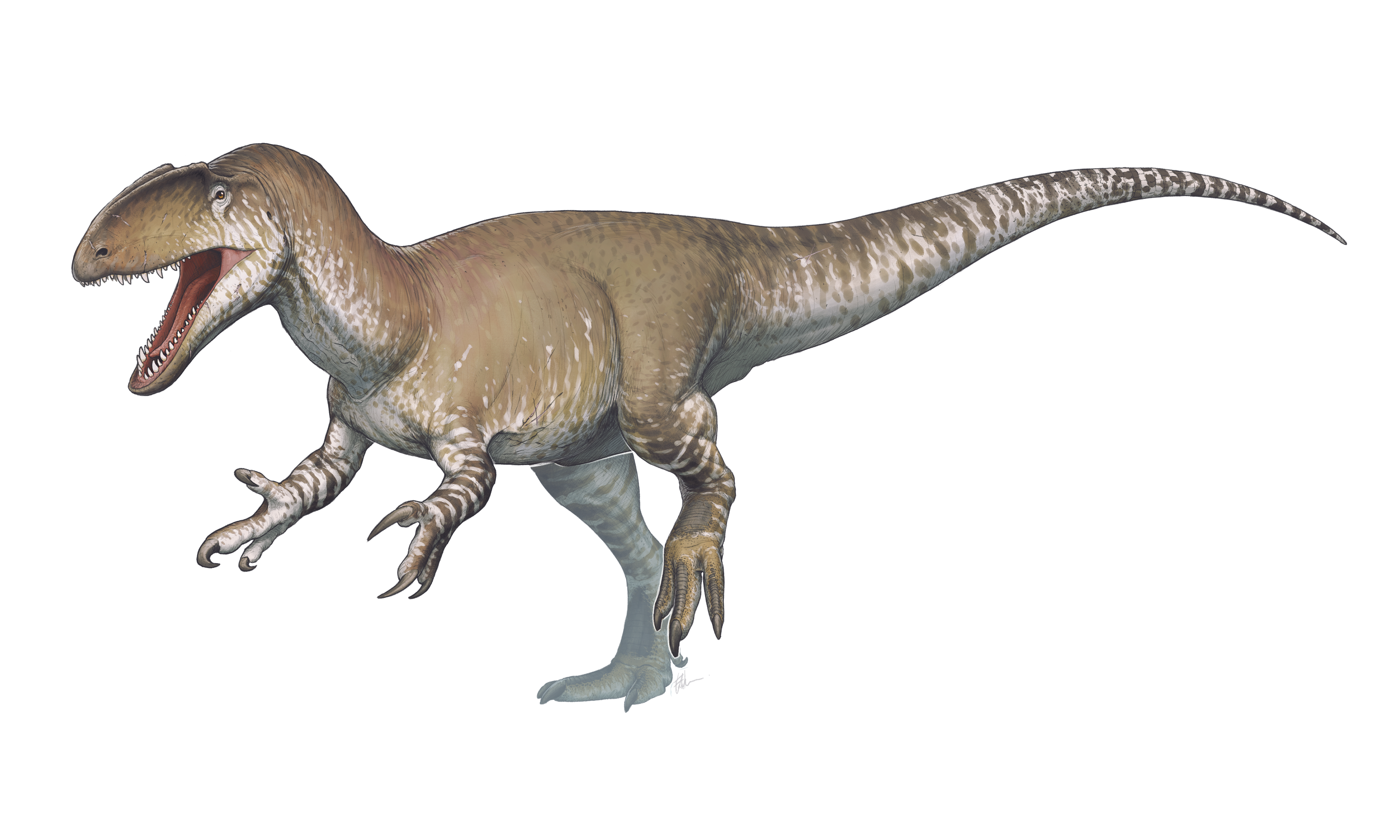
Restauración de Neovenator

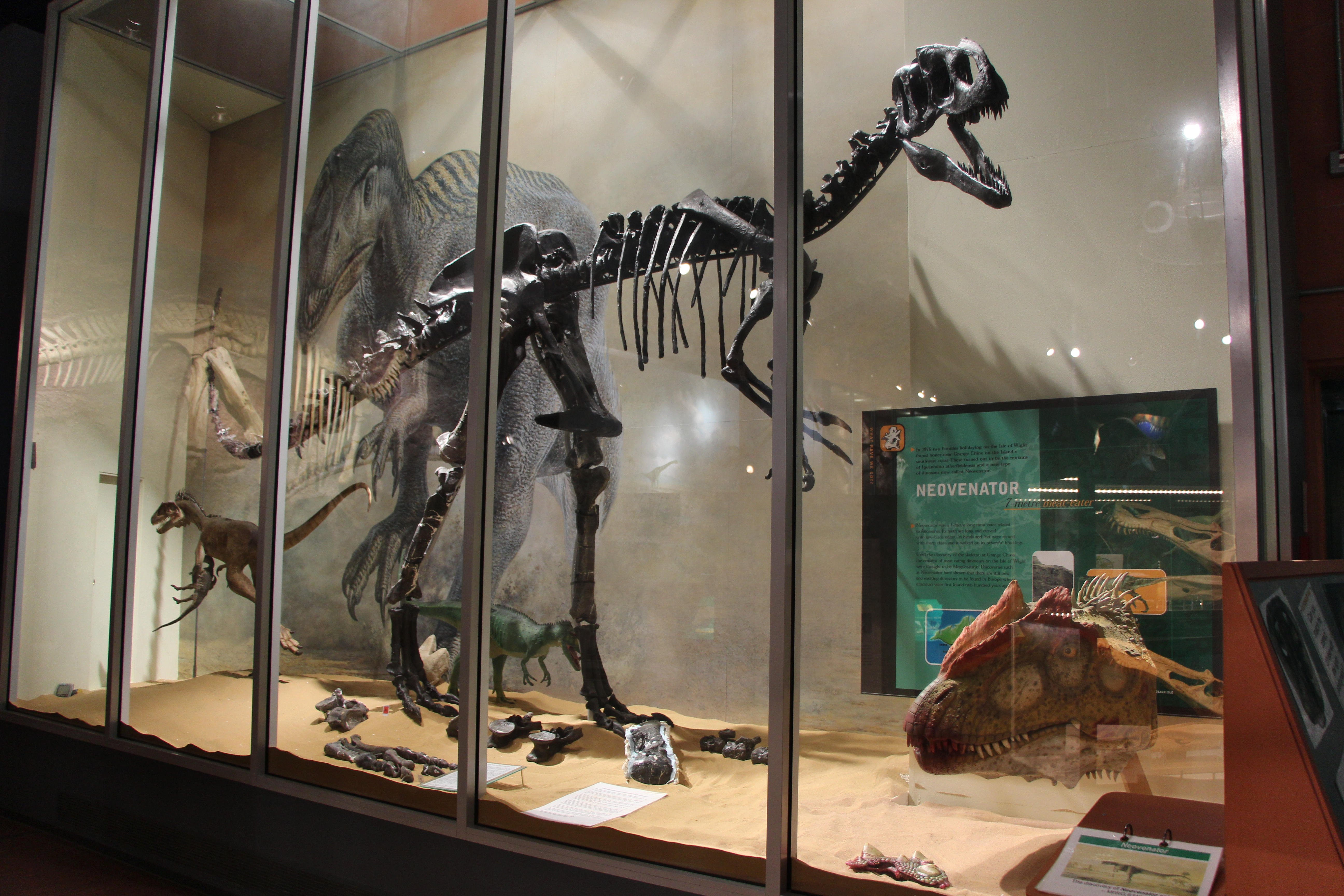
Esqueleto montado y fósiles, Dinosaur Isle

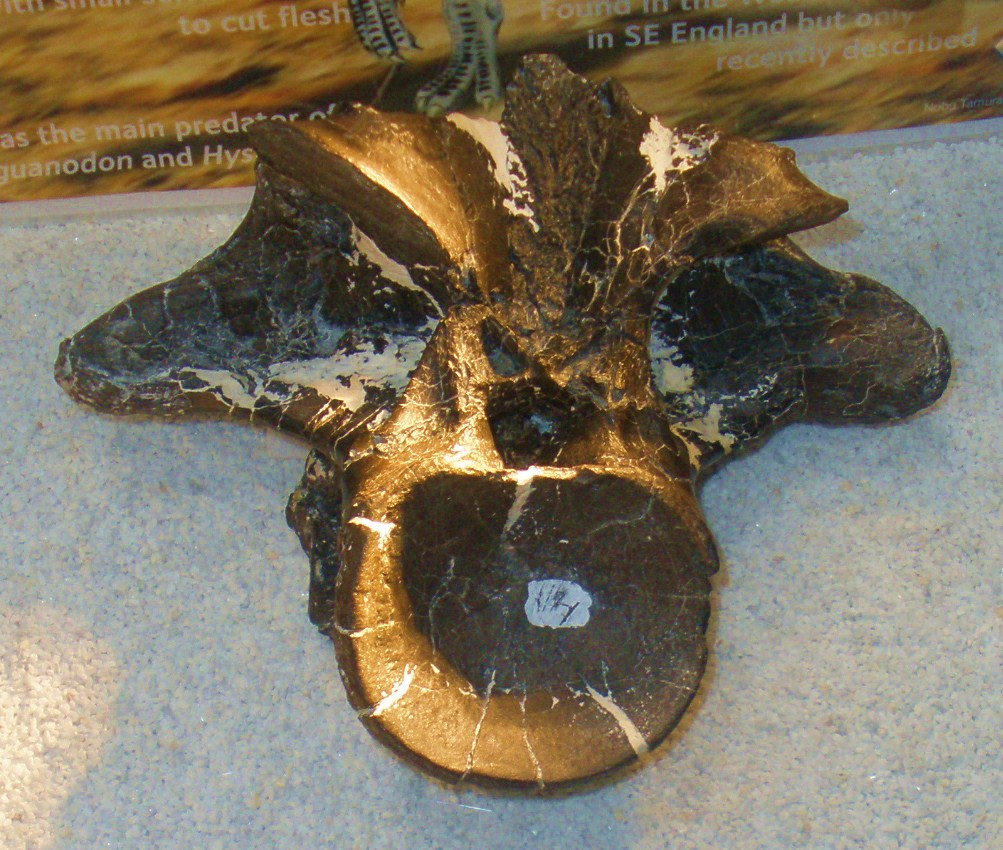
Primera vértebra de la espalda.

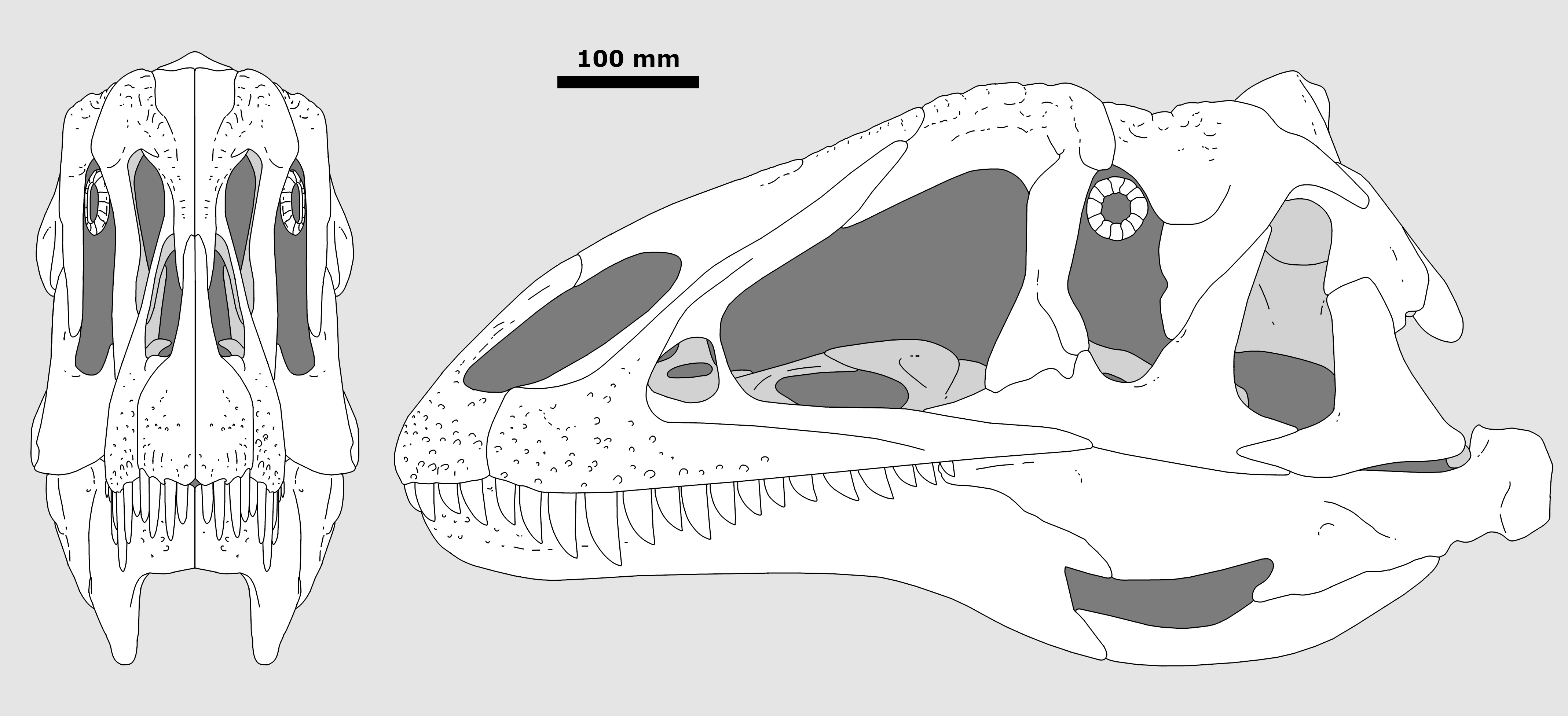
Cráneo reconstruido en vistas anterior (izquierda) y lateral izquierda (derecha).

### Filogenia
El siguiente cladograma sigue el análisis de 2010 de Benson, Carrano y Brusatte.

|  | Australovenator |
|  |                 |
|  | ?Rapator        |
|  |                 |
|  | Fukuiraptor     |
|  |                 |

|  | Aerosteon  |
|  |            |
|  | Megaraptor |
|  |            |

|  | Australovenator |
|  |                 |
|  | ?Rapator        |
|  |                 |
|  | Fukuiraptor     |
|  |                 |

|  | Aerosteon  |
|  |            |
|  | Megaraptor |
|  |            |

|  | Australovenator |
|  |                 |
|  | ?Rapator        |
|  |                 |
|  | Fukuiraptor     |
|  |                 |

|  | Aerosteon  |
|  |            |
|  | Megaraptor |
|  |            |

|  | Australovenator |
|  |                 |
|  | ?Rapator        |
|  |                 |
|  | Fukuiraptor     |
|  |                 |

|  | Aerosteon  |
|  |            |
|  | Megaraptor |
|  |            |

|  | Australovenator |
|  |                 |
|  | ?Rapator        |
|  |                 |
|  | Fukuiraptor     |
|  |                 |

|  | Aerosteon  |
|  |            |
|  | Megaraptor |
|  |            |

|  | Australovenator |
|  |                 |
|  | ?Rapator        |
|  |                 |
|  | Fukuiraptor     |
|  |                 |

|  | Aerosteon  |
|  |            |
|  | Megaraptor |
|  |            |

|  | Australovenator |
|  |                 |
|  | ?Rapator        |
|  |                 |
|  | Fukuiraptor     |
|  |                 |

|  | Aerosteon  |
|  |            |
|  | Megaraptor |
|  |            |

|  | Australovenator |
|  |                 |
|  | ?Rapator        |
|  |                 |
|  | Fukuiraptor     |
|  |                 |

|  | Aerosteon  |
|  |            |
|  | Megaraptor |
|  |            |

Cladograma sergún Novas et al., 2013.
|  | Tyrannotitan                                                  |
|  |                                                               |
|  | \| \| Mapusaurus \| \| \| \| \| \| Giganotosaurus \| \| \| \| |
|  |                                                               |
|  | Mapusaurus                                                    |
|  |                                                               |
|  | Giganotosaurus                                                |
|  |                                                               |

|  | Mapusaurus     |
|  |                |
|  | Giganotosaurus |
|  |                |

|  | Tyrannotitan                                                  |
|  |                                                               |
|  | \| \| Mapusaurus \| \| \| \| \| \| Giganotosaurus \| \| \| \| |
|  |                                                               |
|  | Mapusaurus                                                    |
|  |                                                               |
|  | Giganotosaurus                                                |
|  |                                                               |

|  | Mapusaurus     |
|  |                |
|  | Giganotosaurus |
|  |                |

|  | Tyrannotitan                                                  |
|  |                                                               |
|  | \| \| Mapusaurus \| \| \| \| \| \| Giganotosaurus \| \| \| \| |
|  |                                                               |
|  | Mapusaurus                                                    |
|  |                                                               |
|  | Giganotosaurus                                                |
|  |                                                               |

|  | Mapusaurus     |
|  |                |
|  | Giganotosaurus |
|  |                |

|  | Tyrannotitan                                                  |
|  |                                                               |
|  | \| \| Mapusaurus \| \| \| \| \| \| Giganotosaurus \| \| \| \| |
|  |                                                               |
|  | Mapusaurus                                                    |
|  |                                                               |
|  | Giganotosaurus                                                |
|  |                                                               |

|  | Mapusaurus     |
|  |                |
|  | Giganotosaurus |
|  |                |

|  | Tyrannotitan                                                  |
|  |                                                               |
|  | \| \| Mapusaurus \| \| \| \| \| \| Giganotosaurus \| \| \| \| |
|  |                                                               |
|  | Mapusaurus                                                    |
|  |                                                               |
|  | Giganotosaurus                                                |
|  |                                                               |

|  | Mapusaurus     |
|  |                |
|  | Giganotosaurus |
|  |                |

|  | Tyrannotitan                                                  |
|  |                                                               |
|  | \| \| Mapusaurus \| \| \| \| \| \| Giganotosaurus \| \| \| \| |
|  |                                                               |
|  | Mapusaurus                                                    |
|  |                                                               |
|  | Giganotosaurus                                                |
|  |                                                               |

|  | Mapusaurus     |
|  |                |
|  | Giganotosaurus |
|  |                |

|  | Tyrannotitan                                                  |
|  |                                                               |
|  | \| \| Mapusaurus \| \| \| \| \| \| Giganotosaurus \| \| \| \| |
|  |                                                               |
|  | Mapusaurus                                                    |
|  |                                                               |
|  | Giganotosaurus                                                |
|  |                                                               |

|  | Mapusaurus     |
|  |                |
|  | Giganotosaurus |
|  |                |

|  | Tyrannotitan                                                  |
|  |                                                               |
|  | \| \| Mapusaurus \| \| \| \| \| \| Giganotosaurus \| \| \| \| |
|  |                                                               |
|  | Mapusaurus                                                    |
|  |                                                               |
|  | Giganotosaurus                                                |
|  |                                                               |

|  | Mapusaurus     |
|  |                |
|  | Giganotosaurus |
|  |                |

|  | Tyrannotitan                                                  |
|  |                                                               |
|  | \| \| Mapusaurus \| \| \| \| \| \| Giganotosaurus \| \| \| \| |
|  |                                                               |
|  | Mapusaurus                                                    |
|  |                                                               |
|  | Giganotosaurus                                                |
|  |                                                               |

|  | Mapusaurus     |
|  |                |
|  | Giganotosaurus |
|  |                |

|  | Tyrannotitan                                                  |
|  |                                                               |
|  | \| \| Mapusaurus \| \| \| \| \| \| Giganotosaurus \| \| \| \| |
|  |                                                               |
|  | Mapusaurus                                                    |
|  |                                                               |
|  | Giganotosaurus                                                |
|  |                                                               |

|  | Mapusaurus     |
|  |                |
|  | Giganotosaurus |
|  |                |

|  | Tyrannotitan                                                  |
|  |                                                               |
|  | \| \| Mapusaurus \| \| \| \| \| \| Giganotosaurus \| \| \| \| |
|  |                                                               |
|  | Mapusaurus                                                    |
|  |                                                               |
|  | Giganotosaurus                                                |
|  |                                                               |

|  | Mapusaurus     |
|  |                |
|  | Giganotosaurus |
|  |                |

|  | Tyrannotitan                                                  |
|  |                                                               |
|  | \| \| Mapusaurus \| \| \| \| \| \| Giganotosaurus \| \| \| \| |
|  |                                                               |
|  | Mapusaurus                                                    |
|  |                                                               |
|  | Giganotosaurus                                                |
|  |                                                               |

|  | Mapusaurus     |
|  |                |
|  | Giganotosaurus |
|  |                |

|  | Tyrannotitan                                                  |
|  |                                                               |
|  | \| \| Mapusaurus \| \| \| \| \| \| Giganotosaurus \| \| \| \| |
|  |                                                               |
|  | Mapusaurus                                                    |
|  |                                                               |
|  | Giganotosaurus                                                |
|  |                                                               |

|  | Mapusaurus     |
|  |                |
|  | Giganotosaurus |
|  |                |

|  | Tyrannotitan                                                  |
|  |                                                               |
|  | \| \| Mapusaurus \| \| \| \| \| \| Giganotosaurus \| \| \| \| |
|  |                                                               |
|  | Mapusaurus                                                    |
|  |                                                               |
|  | Giganotosaurus                                                |
|  |                                                               |

|  | Mapusaurus     |
|  |                |
|  | Giganotosaurus |
|  |                |

|  | Tyrannotitan                                                  |
|  |                                                               |
|  | \| \| Mapusaurus \| \| \| \| \| \| Giganotosaurus \| \| \| \| |
|  |                                                               |
|  | Mapusaurus                                                    |
|  |                                                               |
|  | Giganotosaurus                                                |
|  |                                                               |

|  | Mapusaurus     |
|  |                |
|  | Giganotosaurus |
|  |                |

|  | Tyrannotitan                                                  |
|  |                                                               |
|  | \| \| Mapusaurus \| \| \| \| \| \| Giganotosaurus \| \| \| \| |
|  |                                                               |
|  | Mapusaurus                                                    |
|  |                                                               |
|  | Giganotosaurus                                                |
|  |                                                               |

|  | Mapusaurus     |
|  |                |
|  | Giganotosaurus |
|  |                |

|  | Tyrannotitan                                                  |
|  |                                                               |
|  | \| \| Mapusaurus \| \| \| \| \| \| Giganotosaurus \| \| \| \| |
|  |                                                               |
|  | Mapusaurus                                                    |
|  |                                                               |
|  | Giganotosaurus                                                |
|  |                                                               |

|  | Mapusaurus     |
|  |                |
|  | Giganotosaurus |
|  |                |

|  | Tyrannotitan                                                  |
|  |                                                               |
|  | \| \| Mapusaurus \| \| \| \| \| \| Giganotosaurus \| \| \| \| |
|  |                                                               |
|  | Mapusaurus                                                    |
|  |                                                               |
|  | Giganotosaurus                                                |
|  |                                                               |

|  | Mapusaurus     |
|  |                |
|  | Giganotosaurus |
|  |                |

|  | Tyrannotitan                                                  |
|  |                                                               |
|  | \| \| Mapusaurus \| \| \| \| \| \| Giganotosaurus \| \| \| \| |
|  |                                                               |
|  | Mapusaurus                                                    |
|  |                                                               |
|  | Giganotosaurus                                                |
|  |                                                               |

|  | Mapusaurus     |
|  |                |
|  | Giganotosaurus |
|  |                |

|  | Tyrannotitan                                                  |
|  |                                                               |
|  | \| \| Mapusaurus \| \| \| \| \| \| Giganotosaurus \| \| \| \| |
|  |                                                               |
|  | Mapusaurus                                                    |
|  |                                                               |
|  | Giganotosaurus                                                |
|  |                                                               |

|  | Mapusaurus     |
|  |                |
|  | Giganotosaurus |
|  |                |

|  | Tyrannotitan                                                  |
|  |                                                               |
|  | \| \| Mapusaurus \| \| \| \| \| \| Giganotosaurus \| \| \| \| |
|  |                                                               |
|  | Mapusaurus                                                    |
|  |                                                               |
|  | Giganotosaurus                                                |
|  |                                                               |

|  | Mapusaurus     |
|  |                |
|  | Giganotosaurus |
|  |                |

|  | Tyrannotitan                                                  |
|  |                                                               |
|  | \| \| Mapusaurus \| \| \| \| \| \| Giganotosaurus \| \| \| \| |
|  |                                                               |
|  | Mapusaurus                                                    |
|  |                                                               |
|  | Giganotosaurus                                                |
|  |                                                               |

|  | Mapusaurus     |
|  |                |
|  | Giganotosaurus |
|  |                |

|  | Tyrannotitan                                                  |
|  |                                                               |
|  | \| \| Mapusaurus \| \| \| \| \| \| Giganotosaurus \| \| \| \| |
|  |                                                               |
|  | Mapusaurus                                                    |
|  |                                                               |
|  | Giganotosaurus                                                |
|  |                                                               |

|  | Mapusaurus     |
|  |                |
|  | Giganotosaurus |
|  |                |

|  | Tyrannotitan                                                  |
|  |                                                               |
|  | \| \| Mapusaurus \| \| \| \| \| \| Giganotosaurus \| \| \| \| |
|  |                                                               |
|  | Mapusaurus                                                    |
|  |                                                               |
|  | Giganotosaurus                                                |
|  |                                                               |

|  | Mapusaurus     |
|  |                |
|  | Giganotosaurus |
|  |                |

|  | Tyrannotitan                                                  |
|  |                                                               |
|  | \| \| Mapusaurus \| \| \| \| \| \| Giganotosaurus \| \| \| \| |
|  |                                                               |
|  | Mapusaurus                                                    |
|  |                                                               |
|  | Giganotosaurus                                                |
|  |                                                               |

|  | Mapusaurus     |
|  |                |
|  | Giganotosaurus |
|  |                |

|  | Tyrannotitan                                                  |
|  |                                                               |
|  | \| \| Mapusaurus \| \| \| \| \| \| Giganotosaurus \| \| \| \| |
|  |                                                               |
|  | Mapusaurus                                                    |
|  |                                                               |
|  | Giganotosaurus                                                |
|  |                                                               |

|  | Mapusaurus     |
|  |                |
|  | Giganotosaurus |
|  |                |

|  | Tyrannotitan                                                  |
|  |                                                               |
|  | \| \| Mapusaurus \| \| \| \| \| \| Giganotosaurus \| \| \| \| |
|  |                                                               |
|  | Mapusaurus                                                    |
|  |                                                               |
|  | Giganotosaurus                                                |
|  |                                                               |

|  | Mapusaurus     |
|  |                |
|  | Giganotosaurus |
|  |                |

|  | Tyrannotitan                                                  |
|  |                                                               |
|  | \| \| Mapusaurus \| \| \| \| \| \| Giganotosaurus \| \| \| \| |
|  |                                                               |
|  | Mapusaurus                                                    |
|  |                                                               |
|  | Giganotosaurus                                                |
|  |                                                               |

|  | Mapusaurus     |
|  |                |
|  | Giganotosaurus |
|  |                |

|  | Tyrannotitan                                                  |
|  |                                                               |
|  | \| \| Mapusaurus \| \| \| \| \| \| Giganotosaurus \| \| \| \| |
|  |                                                               |
|  | Mapusaurus                                                    |
|  |                                                               |
|  | Giganotosaurus                                                |
|  |                                                               |

|  | Mapusaurus     |
|  |                |
|  | Giganotosaurus |
|  |                |

|  | Tyrannotitan                                                  |
|  |                                                               |
|  | \| \| Mapusaurus \| \| \| \| \| \| Giganotosaurus \| \| \| \| |
|  |                                                               |
|  | Mapusaurus                                                    |
|  |                                                               |
|  | Giganotosaurus                                                |
|  |                                                               |

|  | Mapusaurus     |
|  |                |
|  | Giganotosaurus |
|  |                |

|  | Tyrannotitan                                                  |
|  |                                                               |
|  | \| \| Mapusaurus \| \| \| \| \| \| Giganotosaurus \| \| \| \| |
|  |                                                               |
|  | Mapusaurus                                                    |
|  |                                                               |
|  | Giganotosaurus                                                |
|  |                                                               |

|  | Mapusaurus     |
|  |                |
|  | Giganotosaurus |
|  |                |

|  | Tyrannotitan                                                  |
|  |                                                               |
|  | \| \| Mapusaurus \| \| \| \| \| \| Giganotosaurus \| \| \| \| |
|  |                                                               |
|  | Mapusaurus                                                    |
|  |                                                               |
|  | Giganotosaurus                                                |
|  |                                                               |

|  | Mapusaurus     |
|  |                |
|  | Giganotosaurus |
|  |                |

## Paleobiología

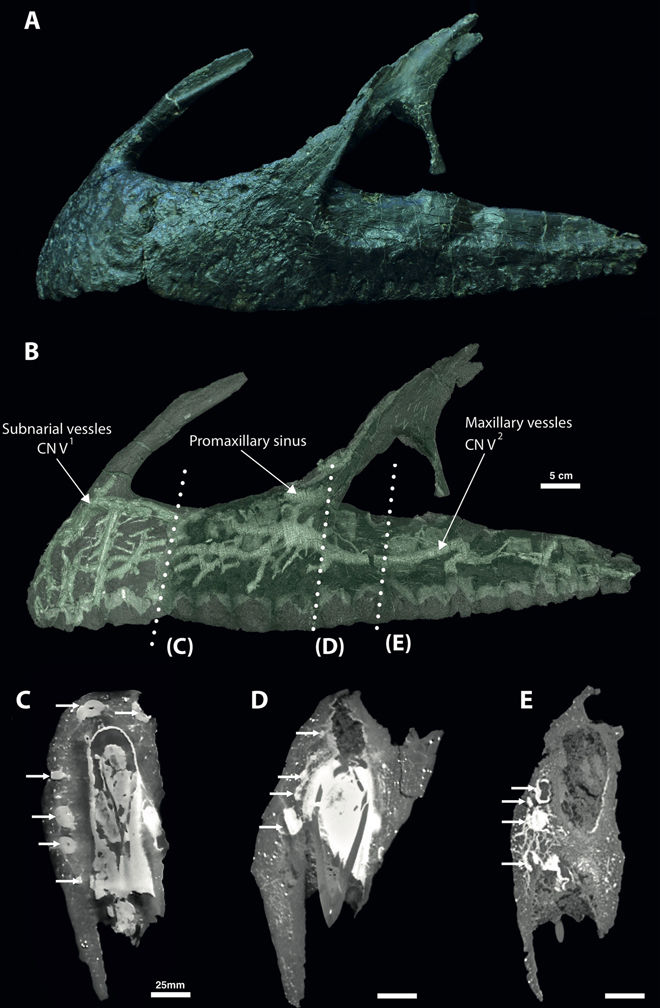
Premaxilar y maxilar, con red neurovascular y cortes de TC.

Chris Barker y sus colegas sugirieron que Neovenator pudo haber poseído órganos sensoriales integumentarios en su hocico, al igual que las aves acuáticas y los cocodrilos modernos usan para encontrar comida en aguas turbias, según las estructuras neurovasculares que se encuentran en el cráneo. Como se cree que Neovenator es completamente terrestre, a diferencia de estas especies modernas antes mencionadas, se supone que estos órganos sensoriales se usaron para otros fines, como la sensibilidad a la presión y la temperatura, el control de la presión de la mandíbula y la alimentación precisa. De hecho, el desgaste dental de Neovenator parece indicar que evitó fácilmente comer o morder hueso mientras se alimentaba, lo que reivindica aún más la teoría. Además, Neovenator puede haber usado estos órganos sensoriales integumentarios en el cortejo y muy posiblemente en la crianza de sus crías, una técnica que se ve hoy en la mayoría de las especies de cocodrilos y aves megapodas. Aunque tales estructuras son conocidas por otro terópodo, el tiranosaurio Daspletosaurus horneri, las estructuras neurovasculares de Neovenator que probablemente sostuvieron estos órganos son las mejor conservadas y más completas en cualquier terópodo conocido descubierto hasta ahora.
El holotipo de Neovenator salerii tenía muchas patologías. Los autores del género los enumeran como "fusiones de vértebras mediocaudales, fracturas cicatrizadas de procesos transversales de vértebras caudales medias, osteofitos que afectan a falanges del pedal, fracturas de gastralias curadas , algunas formando articulaciones falsas y fractura de escápula".

## Paleoecología
Se han encontrado restos fósiles de Neovenator en la isla de Wight, al sur de Inglaterra y se descubrieron por primera vez en el siglo XX. Neovenator quizás existió junto con otros dinosaurios encontrados en la Formación Wessex del período Cretácico temprano, como Baryonyx, Polacanthus e Iguanodon. Los huesos del holotipo se mezclaron con los del herbívoro Mantellisaurus y en el sitio de excavación también quedaron restos de peces, anfibios, lagartos, pterosaurios y goniopholididae. Neovenator fue uno de los depredadores principales de su época.